# Muito Barulho por Nada (filme)
Muito Barulho por Nada (Much Ado About Nothing) é um filme britânico de 1993, baseado na peça homônima do dramaturgo inglês William Shakespeare. Foi adaptado para o cinema e dirigido por Kenneth Branagh, que também interpretou o personagem Benedick.
Lançado em 7 de maio de 1993 em 200 cinemas dos Estados Unidos, obteve 22 milhões de dólars de bilheteria naquele país, com 36 no total pelo mundo; apesar de não ter alcançado as cifras obtidas pelo Romeu e Julieta de Franco Zeffirelli, foi uma das adaptações de Shakespeare mais bem-sucedidas financeiramente. Foi inscrito na edição de 1993 no Festival de Cannes.

## Elenco
- Kenneth Branagh .... Benedick
- Emma Thompson .... Beatrice
- Richard Briers .... Signor Leonato
- Keanu Reeves .... Don John
- Kate Beckinsale .... Hero
- Robert Sean Leonard .... Claudio
- Denzel Washington .... Don Pedro of Aragon
- Michael Keaton .... Dogberry
- Imelda Staunton .... Margaret

## Principais prêmios e indicações
BAFTA 1994 (Reino Unido)
- Indicado na categoria de melhor figurino.

Festival de Cannes 1993 (França)
- Indicado à Palma de Ouro.

Globo de Ouro 1994 (EUA)
- Indicado na categoria de melhor filme - comédia / musical.

Premios Sant Jordi 1995 (Espanha)
- Venceu na categoria de melhor filme estrangeiro.

Framboesa de Ouro 1994 (EUA)
- Indicado na categoria de pior ator coadjuvante (Keanu Reeves).